# I’ve Just Seen a Face
I’ve Just Seen a Face (englisch für: Ich habe gerade ein Gesicht gesehen) ist ein Lied der britischen Band The Beatles aus dem Jahr 1965. Komponiert wurde es von Paul McCartney, steht aber unter dem bei den Beatles üblichen Copyright Lennon/McCartney.

## Hintergrund
McCartney komponierte I’ve Just Seen a Face im Musikzimmer im Hause der Eltern seiner damaligen Freundin Jane Asher. Er schrieb zunächst nur die Musik. Da McCartneys Tante die Komposition sehr mochte, erhielt sie zunächst den Titel Auntie Jin’s Theme (‚Tantchen Jins Melodie‘). Erst als er später den Text zu der Komposition schrieb, wurde das Lied in I’ve Just Seen a Face umbenannt.

## Aufnahme
I’ve Just Seen a Face wurde am 14. Juni 1965 in den Londoner Abbey Road Studios aufgenommen. Produziert wurde das Lied von George Martin, als Tontechniker fungierte Norman Smith. An diesem Tag nahm die Band auch I’m Down und den Welthit Yesterday auf. Insgesamt nahmen die Beatles sechs Takes des Liedes auf. Gesang, Schlagzeug und drei akustische Gitarren wurden von Paul McCartney, John Lennon, George Harrison und Ringo Starr live eingespielt. Im Anschluss wurden im Overdubverfahren von Ringo Starr Maracas der Aufnahme hinzugefügt. Ungewöhnlich ist, dass I’ve Just Seen a Face keinen Bass enthält.
Die Abmischungen des Liedes erfolgten am 18. Juni 1965 in Mono und in Stereo. 

## Veröffentlichungen
- In Großbritannien erschien I’ve Just Seen a Face am 6. August 1965 auf dem Album Help!. Die Marketingabteilung der US-amerikanischen Plattenfirma Capitol Records, bei der in den USA die Werke der Beatles erschienen, war von dem Lied sehr angetan und strich es von der US-amerikanischen Ausgabe des Albums Help!, um es als erstes Lied auf der US-amerikanischen Ausgabe von Rubber Soul zu verwenden, das erst vier Monate später erschien.
- Am 26. Februar 1987 erfolgte die Erstveröffentlichung des Albums Help! als CD in Europa (USA: 21. Juli 1987), in einer von George Martin im Jahr 1986 hergestellten digitalen neuen Stereoabmischung. Bei der neuen Stereoversion wurde im Vergleich zur 1965er Stereoversion Hall unterlegt.[3]

## Coverversionen
Coverversionen erschienen unter anderem von The Dillards, Calamity Jane, Forester Sisters, Holly Cole, John Pizzarelli und Peter Lipa. I’ve Just Seen a Face war eines der wenigen Beatles-Lieder, die Paul McCartney bereits in den 1970er Jahren in sein Liverepertoire aufnahm. Es erschien auf mehreren seiner Livealben.